# Campionat del Món d'atletisme en pista coberta de 1993

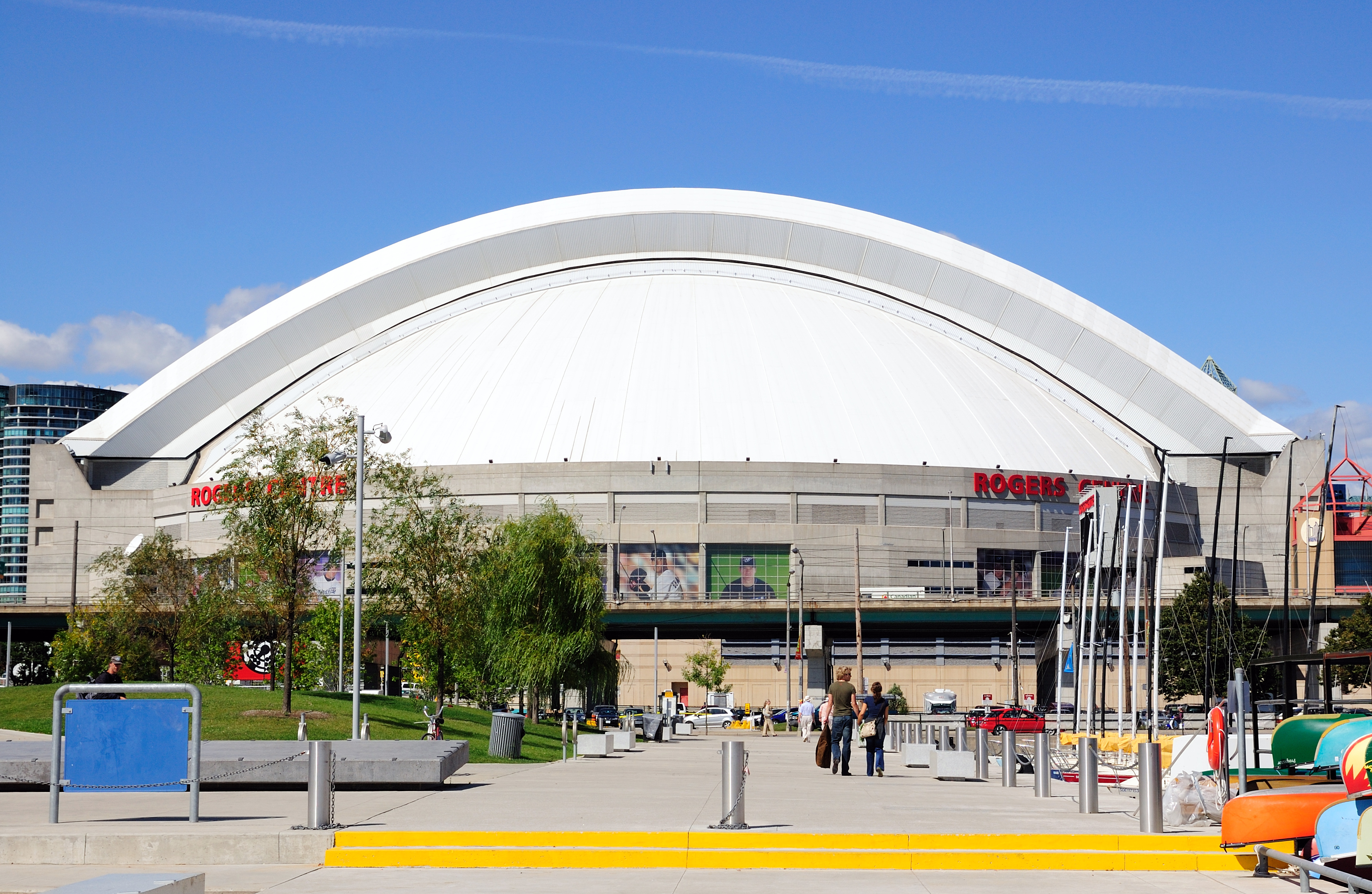
Seu de la competició a Toronto.

El Campionat del Món d'atletisme en pista coberta de 1993 fou la cinquena edició del Campionat del Món d'atletisme en pista coberta i es disputà entre els dies 12 i 14 de març de 1993 al SkyDome de Toronto (Canadà).
Aquesta fou l'última ocasió en què es realitzaren proves de marxa atlètica, i bé s'inclogueren per primera vegada (fora de la competició) les proves d'heptatló i pentatló.

## Medallistes

### Categoria masculina
| Event                   | Or                                                                   | Or         | Plata                                                                      | Plata        | Bronze                                                                 | Bronze   |
| 60 m                    | Bruny Surin (CAN)                                                    | 6.50 (CR)  | Frankie Fredericks (NAM)                                                   | 6.51 (NR)    | Talal Mansour (QAT)                                                    | 6.57     |
| 200 m                   | James Trapp (USA)                                                    | 20.63      | Damien Marsh (AUS)                                                         | 20.71        | Kevin Little (USA)                                                     | 20.72    |
| 400 m                   | Butch Reynolds (USA)                                                 | 45.26 (CR) | Sunday Bada (NGR)                                                          | 45.75        | Darren Clark (AUS)                                                     | 46.45    |
| 800 m                   | Tom McKean (GBR)                                                     | 1:47.29    | Charles Nkazamyampi (BDI)                                                  | 1:47.62      | Nico Motchebon (GER)                                                   | 1:48.15  |
| 1500 m                  | Marcus O'Sullivan (IRL)                                              | 3:45.00    | David Strang (GBR)                                                         | 3:45.30      | Branko Zorko (CRO)                                                     | 3:45.39  |
| 3000 m                  | Gennaro Di Napoli (ITA)                                              | 7:50.26    | Eric Dubus (FRA)                                                           | 7:50.57      | Enrique Molina (ESP)                                                   | 7:51.10  |
| 60 m. tanques           | Mark McKoy (CAN)                                                     | 7.41 (CR)  | Colin Jackson (GBR)                                                        | 7.43         | Tony Dees (USA)                                                        | 7.43     |
| relleus 4x400 m. llisos | Estats UnitsDarnell Hall · Brian Irvin · Jason Rouser · Mark Everett | 3:04.20    | Trinitat i Tobago Daziel Jules · Alvin Daniel · Neil de Silva · Ian Morris | 3:07.02 (NR) | JapóMasayoshi Kan · Seiji Inagaki · Yoshihiko Saito · Hiroyuki Hayashi | 3:07.30  |
| 5 km. marxa             | Mikhail Shchennikov (RUS)                                            | 18:32.10   | Robert Korzeniowski (POL)                                                  | 18:35.91     | Mikhail Orlov (RUS)                                                    | 18:43.48 |
| Salt d'alçada           | Javier Sotomayor (CUB)                                               | 2.41       | Patrik Sjöberg (SWE)                                                       | 2.39         | Steve Smith (GBR)                                                      | 2.37     |
| Salt amb perxa          | Rodion Gataullin (RUS)                                               | 5.90       | Grigoriy Yegorov (KAZ)                                                     | 5.80         | Jean Galfione (FRA)                                                    | 5.80     |
| Salt de llargada        | Iván Pedroso (CUB)                                                   | 8.23       | Joe Greene (USA)                                                           | 8.13         | Jaime Jefferson (CUB)                                                  | 7.98     |
| Triple salt             | Pierre Camara (FRA)                                                  | 17.59 (CR) | Māris Bružiks (LAT)                                                        | 17.36        | Brian Wellman (BER)                                                    | 17.27    |
| Llançament de pes       | Mike Stulce (USA)                                                    | 21.27      | Jim Doehring (USA)                                                         | 21.08        | Aleksandr Bagach (UKR)                                                 | 20.63    |

### Categoria femenina
| Event                   | Or                                                                              | Or            | Plata                                                                     | Plata    | Bronze                       | Bronze   |
| 60 m                    | Gail Devers (USA)                                                               | 6.95 (CR)     | Irina Privalova (RUS)                                                     | 6.97     | Zhanna Tarnopolskaya (UKR)   | 7.21     |
| 200 m                   | Irina Privalova (RUS)                                                           | 22.15 (CR)    | Melinda Gainsford (AUS)                                                   | 22.73    | Natalya Pomoshchnikova (RUS) | 22.90    |
| 400 m                   | Sandie Richards (JAM)                                                           | 50.93 (NR)    | Tatyana Alekseyeva (RUS)                                                  | 51.03    | Jearl Miles (USA)            | 51.37    |
| 800 m                   | Maria Mutola (MOZ)                                                              | 1:57.55 (CR)  | Svetlana Masterkova (RUS)                                                 | 1:59.18  | Joetta Clark (USA)           | 1:59.86  |
| 1500 m                  | Yekaterina Podkopayeva (RUS)                                                    | 4:09.29       | Violeta Beclea (ROU)                                                      | 4:09.41  | Sandra Gasser (SUI)          | 4:10.99  |
| 3000 m                  | Yvonne Murray (GBR)                                                             | 8:50.55       | Margareta Keszeg (ROU)                                                    | 9:02.89  | Lynn Jennings (USA)          | 9:03.78  |
| 60 m. tanques           | Julie Baumann (SUI)                                                             | 7.86          | LaVonna Martin (USA)                                                      | 7.99     | Patricia Girard (FRA)        | 8.01     |
| relleus 4x400 m. llisos | JamaicaDeon Hemmings · Beverly Grant · Cathy Rattray-Williams · Sandie Richards | 3:32.32       | Estats UnitsTrevaia Williams · Terri Dendy · Dyan Webber · Natasha Kaiser | 3:32.50  | no es concedí                |          |
| 3 km. marxa             | Yelena Nikolayeva (RUS)                                                         | 11:49.73 (CR) | Kerry Saxby (AUS)                                                         | 11:53.82 | Ileana Salvador (ITA)        | 11:55.35 |
| Salt d'alçada           | Stefka Kostadinova (BUL)                                                        | 2.02          | Heike Henkel (GER)                                                        | 2.02     | Inga Babakova (UKR)          | 2.00     |
| Salt de llargada        | Marieta Ilcu (ROU)                                                              | 6.84          | Susen Tiedtke (GER)                                                       | 6.84     | Inessa Kravets (UKR)         | 6.77     |
| Triple salt             | Inessa Kravets (UKR)                                                            | 14.47 (CR)    | Yolanda Chen (RUS)                                                        | 14.36    | Inna Lasovskaya (RUS)        | 14.35    |
| Llançament de pes       | Svetlana Krivelyova (RUS)                                                       | 19.57         | Stephanie Storp (GER)                                                     | 19.37    | Zhang Liuhong (CHN)          | 19.32    |

### Proves fora de la competició
| Proves                           | Or                                                                     | Or      | Plata                                                                         | Plata   | Bronze                                                                     | Bronze  |
| Heptatló masculí                 | Dan O'Brien · Estats Units                                             | 6476    | Mike Smith · Canadà                                                           | 6279    | Eduard Hämäläinen · Belarús                                                | 6075    |
| Pentatló femení                  | Liliana Nastase · Romania                                              | 4686    | Urszula Włodarczyk · Polònia                                                  | 4667    | Birgit Clarius · Alemanya                                                  | 4641    |
| relleus 1600 m. llisos masculins | Estats UnitsMark Everett · James Trapp · Kevin Little · Butch Reynolds | 3:15.10 | BrasilGilmar dos Santos · André da Silva · Sidnei Telles · Eronilde de Araujo | 3:16.11 | CanadàFreddie Williams · Ricardo Greenidge · Peter Ogilvie, · Mark Jackson | 3:16.93 |
| relleus 1600 m. llisos femenins  | Estats UnitsJoetta Clark · Wendy Vereen, · Kim Batten · Jearl Miles    | 3:45.90 | CanadàDonalda Duprey · Sonia Paquette · Mame Twumasi, · Alanna Yakiwchuk      | 3:56.34 | no es concedí                                                              |         |

## Medaller
| Posició | País              | Or | Plata | Bronze | Total |
| 1       | Rússia            | 6  | 4     | 3      | 13    |
| 2       | Estats Units      | 5  | 4     | 5      | 14    |
| 3       | Regne Unit        | 2  | 2     | 1      | 5     |
| 4       | Cuba              | 2  | 0     | 1      | 3     |
| 5       | Canadà            | 2  | 0     | 0      | 2     |
| 5       | Jamaica           | 2  | 0     | 0      | 2     |
| 7       | Romania           | 1  | 2     | 0      | 3     |
| 8       | França            | 1  | 1     | 2      | 4     |
| 9       | Ucraïna           | 1  | 0     | 4      | 5     |
| 10      | Itàlia            | 1  | 0     | 1      | 2     |
| 10      | Suïssa            | 1  | 0     | 1      | 2     |
| 12      | Bulgària          | 1  | 0     | 0      | 1     |
| 12      | Irlanda           | 1  | 0     | 0      | 1     |
| 12      | Moçambic          | 1  | 0     | 0      | 1     |
| 15      | Austràlia         | 0  | 3     | 1      | 4     |
| 15      | Alemanya          | 0  | 3     | 1      | 4     |
| 17      | Burundi           | 0  | 1     | 0      | 1     |
| 17      | Kazakhstan        | 0  | 1     | 0      | 1     |
| 17      | Letònia           | 0  | 1     | 0      | 1     |
| 17      | Namíbia           | 0  | 1     | 0      | 1     |
| 17      | Nigèria           | 0  | 1     | 0      | 1     |
| 17      | Polònia           | 0  | 1     | 0      | 1     |
| 17      | Suècia            | 0  | 1     | 0      | 1     |
| 17      | Trinitat i Tobago | 0  | 1     | 0      | 1     |
| 25      | Bermudes          | 0  | 0     | 1      | 1     |
| 25      | Espanya           | 0  | 0     | 1      | 1     |
| 25      | Croàcia           | 0  | 0     | 1      | 1     |
| 25      | Japó              | 0  | 0     | 1      | 1     |
| 25      | Qatar             | 0  | 0     | 1      | 1     |
| 25      | R.P. de la Xina   | 0  | 0     | 1      | 1     |